# آلچرک
الدیجرک (به هلندی: Aldtsjerk) یک منطقهٔ مسکونی در هلند است که در تیتس‌یرکستردیل واقع شده‌است.

## خصوصیات
الدیجرک c٫۷۰۰ نفر جمعیت دارد.